# Canal Roulers-Lys
Le Canal Roulers-Lys est un canal de Belgique reliant la ville de Roulers à la rivière Lys au niveau du village d'Ooigem.
Le canal est très important pour les activités industrielles autour de Roulers qui a un port intérieur d'une superficie de 40 ha. On trouve une écluse (hauteur à passer de 7,5 m) au niveau de l'embranchement avec la Lys.

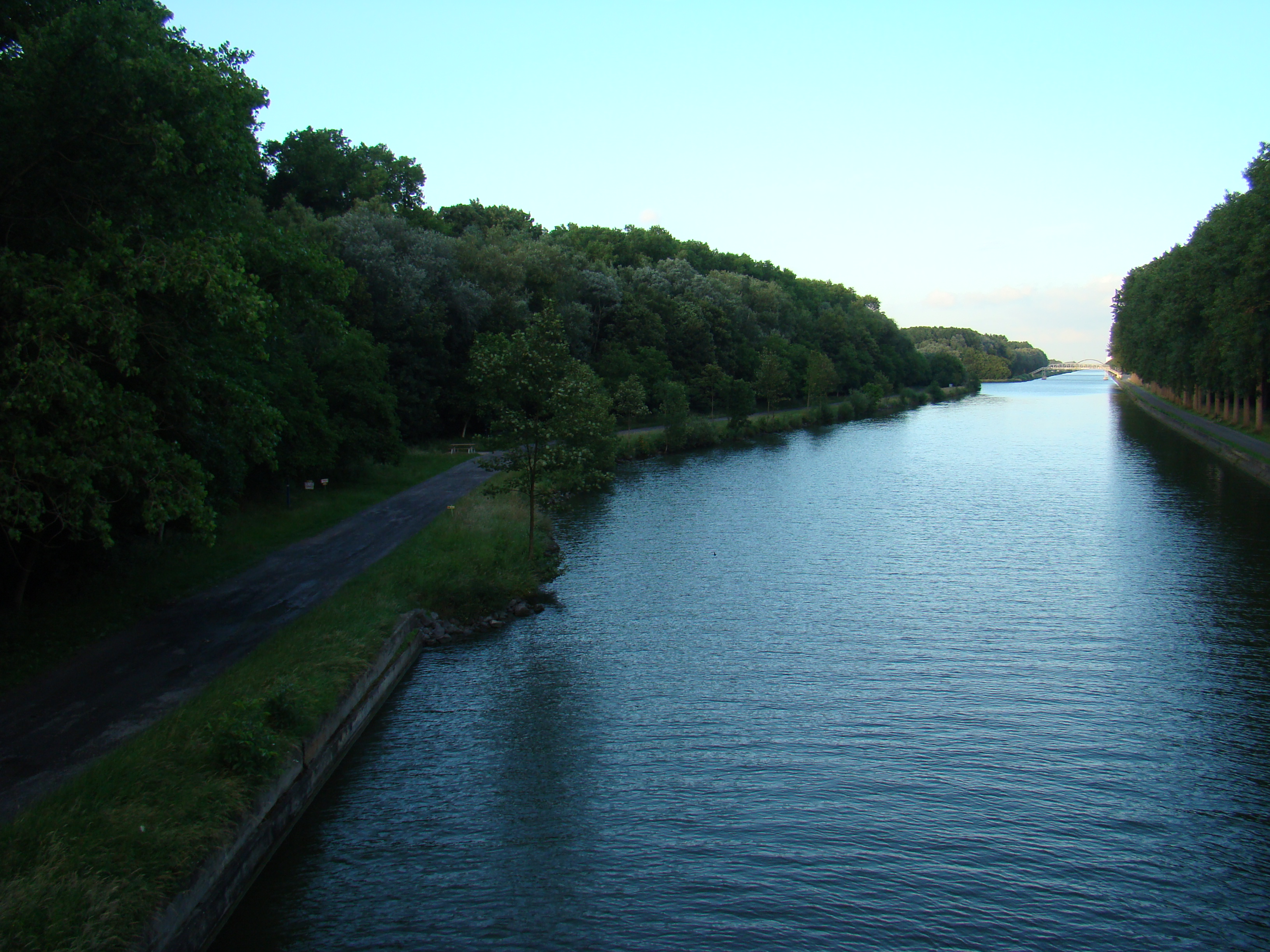
Le canal à Ingelmunster